# Mischal ibn Abd al-Aziz

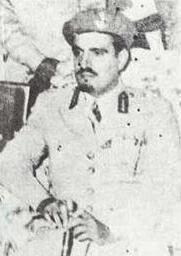
Mischal ibn Abd al-Aziz (1953)

Prinz Mischal bin Abdulaziz Al Saud (arabisch مشعل بن عبد العزيز آل سعود, DMG Mišʿal b. ʿAbd al-ʿAzīz Āl Saʿūd; geboren 5. September 1926; gestorben 3. Mai 2017) war der 17. Sohn des Ibn Sauds, des Staatsgründers und ersten Königs Saudi-Arabiens.
1951 erhielt er das Amt des Verteidigungsministers, nachdem sein älterer leiblicher Bruder Prinz Mansur gestorben war. Von 1957 bis 1960 erhielt er eine Beraterfunktion unter seinem älteren Halbbruder König Saud. 1963 wurde er zum Gouverneur von Mekka ernannt. Diesen Posten verließ er im Jahr 1971.
Am 9. Dezember 2007 ernannte ihn König Abdullah zum Vorsitzenden des neu geschaffenen Baya-Rats der Königsfamilie. In dem Baya-Rat sind die lebenden Söhne bzw. deren Nachfahren von König Abd al-Aziz ibn Abd ar-Rahman Al Saud vertreten, welche über die Thronfolge im Königreich entscheiden.
Prinz Mischal war offiziell von der Möglichkeit zurückgetreten, den saudi-arabischen Thron zu besteigen. Er galt als ein enger Parteigänger seines älteren Halbbruders König Abdullah.
Prinz Mischal galt als einer der prominentesten Geschäftsleute im Königreich Saudi-Arabien. Er besaß großen Grundbesitz. Seine Investitionen erfolgten in zahlreiche Unternehmen wie Versicherungen, Elektrounternehmen und die Zementherstellung.
Prinz Mischal galt als Förderer des traditionellen Rennkamel- und Rennpferdesports. Er besaß wertvolle Rennkamele und Rennpferde. Jedes Jahr eröffnete er das große Kamelrennen des Königreichs. Weiterhin ging er der traditionellen Falkenjagd nach.
Von 2006 bis zu seinem Tod war er Vorsitzender des Thronfolgerats.

## Familie
Prinz Mischal bekam aus fünf Ehen acht Töchter und neun Söhne, darunter Saud bin Mischal.
Sein jüngerer leiblicher Bruder war Prinz Mutaib.